# Duseniella
Duseniella là một chi thực vật có hoa trong họ Cúc (Asteraceae).

## Loài
Chi Duseniella gồm các loài: